# Vittaria reekmansii
Vittaria reekmansii är en kantbräkenväxtart som beskrevs av Pichi-serm. Vittaria reekmansii ingår i släktet Vittaria och familjen Pteridaceae. Inga underarter finns listade.